# Angélica (1996)
Angélica é o nono álbum de estúdio da apresentadora e cantora brasileira Angélica, lançado em 1996, pela gravadora Columbia (atual Sony Music Brasil). O álbum foi produzido por Michael Sullivan e Augusto Cesar e contou com canções como "Uni, Duni, Tê", uma regravação do sucesso dos anos 80, do grupo infantil Trem da Alegria. 
O trabalho marca um período de transição significativa na carreira de Angélica, que, após consolidar sua popularidade na televisão brasileira com os programas Passa ou Repassa e TV Animal, no Sistema Brasileiro de Televisão (SBT), assinou um contrato com a TV Globo para apresentar o programa infantojuvenil Angel Mix e a novelinha Caça Talentos.
A divulgação incluiu uma turnê nacional e um especial de fim de ano da TV Globo, intitulado O Mágico Feroz, exibido em dezembro de 1996. Além disso três canções foram lançadas como single: Apaixonados", "Sem Você" e "Big Bom", que contribuíram com o sucesso comercial do disco, que vendeu mais de 160 mil cópias no Brasil.

## Antecedentes e contexto
A trajetória de Angélica na televisão brasileira alcançou um ponto crucial em abril de 1995, quando começou a substituir Gugu Liberato nos programas Passa ou Repassa e TV Animal, no Sistema Brasileiro de Televisão (SBT). Ela rapidamente se firmou como uma grande ídola das crianças e adolescentes, destacando-se na emissora e se tornando a favorita de Silvio Santos. Sua popularidade era tamanha que ela comandava três programas, o que atraiu a atenção dos diretores da TV Globo.
Em meio a essa ascensão, Angélica recebeu uma proposta para ocupar as manhãs da Globo, o que a levou a deixar o SBT em 11 de maio de 1996, apesar dos esforços de Silvio Santos para mantê-la. A decisão de Angélica de mudar-se para a Globo foi influenciada por assessores financeiros, sua família e seu noivo, César Filho.
Ao assinar o contrato em 1º de maio de 1996, ela finalizou um longo namoro profissional com a Globo, iniciado em 1988. Em sua estreia na nova emissora, em 16 de setembro de 1996, Angélica lançou o programa infantojuvenil Angel Mix e a novelinha Caça Talentos, além de um novo álbum de estúdio.

## Produção e gravação
O álbum foi produzido por Michael Sullivan e Augusto Cesar, e teve como direção artística de Miguel Plopschi.
Entre as canções que fazem parte da lista de faixas está "Uni, Duni, Tê", composta por Michael Sullivan e Paulo Massadas, e gravada originalmente em 1985, como primeiro single do álbum Trem da Alegria do Clube da Criança, do grupo Trem da Alegria. A faixa original tem a participação especial do grupo The Fevers e fez sucesso no Brasil no ano de seu lançamento, tornando-se uma das músicas mais conhecidas do grupo infantil.

## Lançamento e divulgação
A divulgação contou com uma turnê que incluiu shows em cidades brasileiras. No Rio de Janeiro, a artista chegou a fazer shows no Metropolitan, com a participação de Mauricio Mattar e David Brazil. Algumas das performances da turnê foram incluídas em um VHS presente na edição especial da revista Fama, da Editora Azul, de 1997.
A promoção também contou com a inclusão das músicas do álbum em performances na TV. As equipes dos programas de Angélica na TV Globo, Angel Mix Caça Talentos, decidiram unir o melhor das atrações em um só especial de fim de ano, o intitulado O Mágico Feroz, uma adaptação do filme O Mágico de Oz, que foi ao ar no dia 28 de dezembro. No especial a artista canta quatro canções do álbum de 1996: "Apaixonados", "Semente do Amanhã", "Fada Bela" e "Big Bom".

## Singles
"Apaixonados" foi lançada como primeiro single em 1996. A canção conta com a participação especial do ator e cantor Maurício Mattar, com quem a cantora faz um dueto. Os dois artistas começaram um namoro em 1998.
Ainda em 1996, "Sem Você" foi lançada como segundo single do álbum. Trata-se de uma versão da música "Yo Sin Ti", do cantor italiano Eros Ramazzotti (composição de Ramazzotti, Vladimiro Tosseto, Mario Lavezzi e Cogliati), lançada em 1996, como parte de seu sétimo álbum de estúdio: Dove c'è musica. A versão foi feita pela própria cantora, junto com seu então namorado, o apresentador César Filho. Em sua versão, ela faz um dueto com o cantor baiano Netinho.
"Big Bom" foi o terceiro e último single, o lançamento ocorreu em 1996.

## Desempenho comercial
Em reportagem publicada em 18 de outubro de 1996, o colunista John Lannert, da revista estadunidense Billboard, informou que 100 mil cópias do álbum foram distribuídas no Brasil. Meses depois, em 19 de março de 1997, a revista IstoÉ informou que 160 mil cópias do álbum tinham sido vendidas no país.

## Lista de faixas
- Créditos adaptados do CD Angélica, de 1996.[5]

| N.º | Título                                                          | Compositor(es)                                                                      | Participação especial | Duração |  |
| 1.  | "A Dança dos 40 Limões" (Danza de Los 40 Limones)               | J. A. Castillo Vrs.: Dudu Falcão                                                    |                       | 3:26    |  |
| 2.  | "Sem Você" (Yo Sin Ti)                                          | Eros Ramazzotti Giuseppe Vladimiro Tossetto Nacho Mañó Vrs.: Angélica / César Filho | Netinho               | 4:07    |  |
| 3.  | "Chocolate"                                                     | Augusto César Paulo Sérgio Valle                                                    |                       | 3:27    |  |
| 4.  | "A Festa da Patchanga"                                          | Michael Sullivan Falcão                                                             |                       | 4:24    |  |
| 5.  | "Apaixonados"                                                   | Sullivan Falcão                                                                     | Maurício Mattar       | 4:07    |  |
| 6.  | "Uni, Duni, Tê"                                                 | Sullivan Paulo Massadas                                                             |                       | 4:02    |  |
| 7.  | "Meninas"                                                       | Sullivan Falcão                                                                     |                       | 4:35    |  |
| 8.  | "Estrelinha"                                                    | Maurício Kel                                                                        | Asa de Águia          | 3:35    |  |
| 9.  | "Big Bom"                                                       | Edu Cristófaro                                                                      |                       | 4:01    |  |
| 10. | "Parabéns da Angélica"                                          | Sullivan Falcão                                                                     |                       | 2:51    |  |
| 11. | "Ritmos do Mundo"                                               | Paulo César Barros Prêntice Ronaldo Monteiro de Souza                               |                       | 3:21    |  |
| 12. | "É Natal"                                                       | Reinaldo Arias Carlos Colla                                                         |                       | 3:55    |  |
| 13. | "Semente do Amanhã"                                             | Sullivan Massadas                                                                   |                       | 5:19    |  |
| 14. | "Fada Bela"                                                     | Sullivan Falcão                                                                     |                       | 4:01    |  |
| 15. | "Calendário"                                                    | César Valle                                                                         |                       | 3:08    |  |
| 16. | "A Dança dos 40 Limões (Danza de Los 40 Limones)" (Remix Dance) | Castillo Vrs.: Falcão                                                               |                       | 3:59    |  |

## Certificações e vendas
| País   | Certificação | Data | Vendas estimadas |
| ------ | ------------ | ---- | ---------------- |
| Brasil | Ouro         | 1996 | 160,000          |